# Christian Settipani
Christian Settipani, né le 31 janvier 1961 à Paris, est un historien médiéviste et généalogiste français.

## Biographie
Docteur en histoire (2013) et détenteur d'une habilitation à diriger les recherches (2019), il collabore avec l'U.M.R. 8167 "Orient et Méditerranée - le monde byzantin" du CNRS. Il s'est spécialisé dans « la continuité des élites durant les périodes obscures » et s'est initialement fait connaître comme spécialiste de la généalogie et des filiations des personnages du haut Moyen Âge et de l’Antiquité.
Il a reçu, ainsi que Patrick van Kerrebrouck, le prix Payard 1994 décerné par l'Académie nationale de Reims pour La préhistoire des Capétiens, 481-987, première partie : Mérovingiens, Carolingiens et Robertiens.
En tant que spécialiste de la DFA, il est régulièrement sollicité pour des conférences de vulgarisation.

## Publications
- Les Ancêtres de Charlemagne, 1989 [détail des éditions] et son addenda de 1990. Cet ouvrage a connu fin 2014 une 2e édition complètement remise à jour, augmentée et corrigée.
- Nos ancêtres de l'Antiquité, 1991 [détail des éditions].
- « Ruricius Ier évêque de Limoges et ses relations familiales », dans Francia/01, Forschungen zur westeuropaïschen Geschichte, Moyen Âge, Jan Thorbecke Verlag Sigmaringen (dir.), Institut Historique Allemand, 1991, p. 195 [lire en ligne].
- La Préhistoire des Capétiens 481-987, 1993 [détail des éditions].
- Continuité gentilice et continuité familiale dans les familles sénatoriales romaines à l'époque impériale, Oxford University (R.-U.), Linacre College, coll. « Prosopographica & Genealogica », 597 p., 2000  (ISBN 1-900934-02-7). (Table des matières ; Addenda.)
- Onomastique et Parenté dans l'Occident médiéval, 2000, en collaboration avec K.S.B. Keats-Rohan [détail des éditions].
- La Noblesse du Midi Carolingien, 2004 [détail des éditions] [lire en ligne], édition incomplète.
- Continuité des élites à Byzance durant les siècles obscurs. Les Princes caucasiens et l'Empire du VIe au IXe siècle, 2006 [détail des éditions].
- Les prétentions généalogiques à Athènes sous l'Empire romain, thèse, université de Lorraine à Metz, 2013 (en ligne).
- Les prétentions généalogiques en Grèce : de l’époque byzantine à l’époque archaïque, 2017,  Éditions de Boccard, 1045 pages,  (ISBN 978-2701805115).
- Les liens dynastiques entre Byzance et l'étranger à l'époque des Comnènes et des Paléologues, mars 2021, Éditions de Boccard,  (ISBN 978-2701806334).